# Choi-Jamiołkowski-Isomorphismus
Der Choi–Jamiołkowski-Isomorphismus bezeichnet in der Quanteninformatik und der Funktionalanalysis eine eins-zu-eins Beziehung zwischen linearen Operatoren und linearen Abbildungen. Der Isomorphismus setzt wesentliche Eigenschaften dieser unterschiedlichen Objekte miteinander in Beziehung. In der Quanteninformatik ergibt sich zum Beispiel eine Korrespondenz zwischen quantenmechanischen Zuständen (Dichtematrizen, d. h. positiven Operatoren mit Spur 1) und Quantenkanälen (deterministischen Zustandstransformationen, d. h. spurerhaltenden vollständig positiven Abbildungen). Er ist nach dem Mathematiker Man-Duen Choi und dem polnischen theoretischen Physiker Andrzej Jamiołkowski (* 1946) benannt, die ihn unabhängig voneinander publizierten.

## Formulierung
Der Isomorphismus wird üblicherweise für lineare Operatoren auf endlich-dimensionalen Hilberträumen formuliert: wir bezeichnen mit {\displaystyle {\cal {H}}=\mathbb {C} ^{d}} den Hilbertraum des Systems, auf das die Abbildung angewendet wird (der Input) und mit {\displaystyle {\cal {H}}'=\mathbb {C} ^{d'}} den des Zielsystems (Output). Oft ist {\displaystyle {\cal {H'=H}}}, aber wenn die Abbildung z. B. das Entfernen oder Hinzufügen von Teilsystemen beinhaltet, können sich Input- und Outputraum unterscheiden. Wir bezeichnen mit {\displaystyle {\cal {B(H,H')}}} die linearen Operatoren von {\displaystyle {\cal {H}}} nach {\displaystyle {\cal {H'}}} und kurz {\displaystyle {\cal {B(H)\equiv B(H,H)}}}.
Ausgangspunkt ist die sogenannte Choi-Darstellung von linearen Abbildungen {\displaystyle T:{\cal {B(H)}}\to {\cal {B(H')}}}, die besagt, dass jedes {\displaystyle T} eindeutig einem Operator {\displaystyle \tau \in {\cal {B(H'\otimes H)}}} zugeordnet werden kann und zwar über die Vorschrift
{\displaystyle \tau =(T\otimes I_{\cal {H}})|\Omega \rangle \langle \Omega |},
die für gegebenes {\displaystyle T} den Operator {\displaystyle \tau } bestimmt. Hier steht {\displaystyle I_{\cal {H}}} für die Einheitsmatrix auf {\displaystyle {\cal {H}}} und {\displaystyle |\Omega \rangle \langle \Omega |} für den Projektor auf den (maximal verschränkten) Zustand {\displaystyle \textstyle |\Omega \rangle ={\frac {1}{\sqrt {d}}}\sum _{l=1}^{d}|n\rangle \otimes |n\rangle \in {\cal {H\otimes H}}}. Umgekehrt lässt sich für gegebenes {\displaystyle \tau } die Abbildung {\displaystyle T} durch die Vorschrift
{\displaystyle T(X)=d\mathrm {tr} _{\cal {H}}(\tau I_{\cal {H'}}\otimes X^{T})} für alle {\displaystyle X\in {\cal {B(H)}}}
erhalten, wobei {\displaystyle \mathrm {tr} _{\cal {H}}} die partielle Spur über {\displaystyle {\cal {H}}} bezeichnet.

## Eigenschaften
Aus bestimmten Eigenschaften von {\displaystyle \tau \in {\cal {B(H\otimes H')}}} lässt sich nun auf Eigenschaften von {\displaystyle T:{\cal {B(H)}}\to {\cal {B(H')}}} (oder der zu {\displaystyle T} dualen Abbildung {\displaystyle T^{*}}) schließen und umgekehrt.
| Operator {\displaystyle \tau }                                                                     | Abbildung {\displaystyle T}                     | Bemerkung             |
| -------------------------------------------------------------------------------------------------- | ----------------------------------------------- | --------------------- |
| {\displaystyle \geq 0}                                                                             | vollständig positiv                             | Positivität           |
| {\displaystyle \tau ^{\dagger }=\tau }                                                             | {\displaystyle T(B^{\dagger })=T(B)^{\dagger }} | Selbstadjungiertheit  |
| {\displaystyle \mathrm {tr} _{\cal {H}}(\tau )=I_{\cal {H'}}/d'}                                   | {\displaystyle T(I)=I}                          | Einserhaltung         |
| {\displaystyle \mathrm {tr} _{\cal {H'}}(\tau )=I_{\cal {H}}/d}                                    | {\displaystyle T^{*}(I)=I}                      | Spurerhaltung         |
| {\displaystyle \mathrm {tr} (\tau )=1}                                                             | {\displaystyle \mathrm {tr} (T^{*}(I))=d}       | Normierung            |
| {\displaystyle \mathrm {tr} _{\cal {H'}}(\tau )\propto I,\mathrm {tr} _{\cal {H}}(\tau )\propto I} | {\displaystyle T(I)\propto I,T^{*}(I)\propto I} | Doppel-Stochastizität |

## Anwendungen
Die Hauptanwendung des Isomorphismus ist es, dass mit ihm Eigenschaften von komplizierteren (linearen Abbildungen auf Matrizen, in der Physik oft auch als Superoperatoren bezeichnet) und einfacheren (linearen Abbildungen auf Vektoren) so in Beziehung zu setzen, dass interessante Eigenschaften anhand des einfacheren Objekts abgeleitet werden können, wie oben in der Tabelle angegeben.
Man kann den Isomorphismus auch über die Menge der positiven Operatoren hinaus ausdehnen. So gilt zum Beispiel, dass die Abbildung {\displaystyle T} genau dann positiv, aber nicht vollständig positiv ist, wenn {\displaystyle \tau } ein Verschränkungszeuge ist.
Der Isomorphismus erlaubt es auch, andere gebräuchliche Darstellungen der Abbildung {\displaystyle T} abzuleiten.
Beispielsweise führt die Singulärwertzerlegung des Operators {\displaystyle \textstyle \tau =\sum _{j}\lambda _{j}|A_{j}\rangle \langle B_{j}|} direkt zur Darstellung der Abbildung {\displaystyle T} in Form ihrer Krausoperatoren
{\displaystyle T(X)=\sum _{j}A_{j}XB_{j}^{\dagger }} für alle {\displaystyle X},
wobei {\displaystyle A_{j},B_{j}\in {\cal {B(H,H')}}} durch die Matrizen gegeben sind, die man erhält, wenn man die Komponenten der Spaltenvektoren {\displaystyle |A_{j}\rangle \,|B_{j}\rangle \in {\cal {H\otimes H'}}} zu einer Matrix {\displaystyle \in {\cal {B(H,H')}}} umordnet.
Der Rang von {\displaystyle \tau } wird auch als Kraus-Rang (nach Karl Kraus; auch: Choi-Rang, nach Man-Duen Choi) der Abbildung {\displaystyle T} bezeichnet und eine wichtige Eigenschaft von {\displaystyle T} ist. Er gibt an, wie viele nicht-verschwindende Terme die Summe in der Krausdarstellung mindestens besitzen muss. Abbildungen mit Kraus-Rang 1 (zu denen unter anderem die unitären Abbildungen {\displaystyle T_{U}:\rho \mapsto U\rho U^{\dagger }} und die nicht spurerhaltenden Projektionsabbildungen {\displaystyle T_{P}:\rho \mapsto P\rho P} für orthogonale Projektoren {\displaystyle P} gehören), bilden die Extremalpunkte der konvexen Menge der Quantenoperationen.

### Anwendung auf bipartite Systeme
Weiterhin kann der Isomorphismus zur Analyse der Struktur von Abbildungen auf zusammengesetzten Systemen verwendet werden, d. h., von Systemen, deren Hilbertraum in das Tensorprodukt der Hilberträume von zwei oder mehr Untersystemen zerfällt. In der Quanteninformatik werden diese oft als bi-, tri- oder multipartite Systeme bezeichnet. Wir betrachten hier nur den bipartiten Fall, d. h., dass {\displaystyle {\cal {H}}={\cal {H}}_{A}\otimes {\cal {H}}_{B}}. und {\displaystyle {\cal {H}}'={\cal {H}}_{A'}\otimes {\cal {H}}_{B'}}. Die physikalische Vorstellung dabei ist, dass sich das untersuchte System aus dem von zwei Parteien (oft Alice und Bob genannt) zusammensetzt, für die jeweils getrennt der Ausgangs- und Zielhilbertraum der Abbildung angegeben werden kann.
Dann gelten die folgenden Beziehungen zwischen den Eigenschaften von Abbildungen und den zu ihnen isomorphen Zuständen:
- Eine Abbildung {\displaystyle T} auf {\displaystyle {\cal {B(H_{A}\otimes H_{B})}}}, deren Choi-Matrix Produktform hat ({\displaystyle \tau =\tau _{AA'}\otimes \tau _{BB'}}), ist selbst eine Produktabbildung, d. h., {\displaystyle T=T_{A}\otimes T_{B}}.
- Eine Abbildung {\displaystyle T} lässt sich genau dann als Konvexkombination von Produktabbildungen schreiben ({\displaystyle T=\sum _{k}p_{k}T_{A,k}\otimes T_{B,k}}), wenn {\displaystyle \tau } separabel bezüglich der Partition {\displaystyle AA'|BB'} ist.
- Wenn die Choi-Matrix einer Abbildung {\displaystyle T} eine positive partielle Transponierte (bzgl. {\displaystyle AA'}) hat,[10] dann ist die Abbildung PPT-erhaltend, d. h., sie bildet Operatoren, deren partielle Transposition positiv ist immer auf Operatoren ab, für die das ebenfalls gilt. Diese Klasse von Abbildungen ist in der Quanteninformatik von Interesse, als eine Obermenge der physikalisch eigentlich relevanten LOCC-Abbildungen (lokale Operationen mit klassischer Kommunikation), die eine einfachere mathematische Struktur hat und nur eine schwache Form von Verschränkung erzeugen kann (was LOCC-Operationen nicht können). Schranken oder No-go-Resultate, die sich für PPT-erhaltende Abbildung zeigen lassen, gelten dann a forteriori auch für LOCC.

## Verallgemeinerungen
Für unendlich-dimensionale Hilberträume {\displaystyle {\cal {H}}} ist {\displaystyle |\Omega \rangle } nicht mehr wohldefiniert. Falls der Hilbertraum separabel ist, lässt sich der Isomorphismus jedoch auf verschiedene Weise verallgemeinern, etwa, indem man statt {\displaystyle |\Omega \rangle \langle \Omega |} den unbeschränkten Operator {\displaystyle \sum _{i,j}|ii\rangle \langle jj|} auf {\displaystyle {\cal {H\otimes H}}} verwendet oder den Projektor auf einen Zustand in {\displaystyle {\cal {H}}}, dessen Reduktionen im ersten und zweiten Teilsystem jeweils vollen Rang (d. h., keinen Kern) haben.
Speziell wurde der Isomorphismus im unendlich-dimensionalen Fall für quasi-freie („Gauss'sche“) Zustände und Operationen diskutiert und angewandt.